# Nerice mishmiensis
Nerice mishmiensis — вид метеликів родини зубницевих (Notodontidae). Описаний у 2020 році.

## Поширення
Ендемік Індії. Зібраний у біосферному заповіднику Діханг-Дібанг у штаті Аруначал-Прадеш.

## Назва
Східногімалайський ландшафт долини Дібанг і корінні громади, які там мешкають, називаються мішмі, на честь яких і названо цей вид.